# باشگاه فوتبال کاوز اسپورتز
باشگاه فوتبال کاوز اسپورتز (به انگلیسی: Cowes Sports Football Club) یک باشگاه فوتبال در شهر کاوز، کشور انگلستان است که در سال ۱۸۸۱ میلادی تأسیس شده‌است.